# Cyathea mapahuwensis
Cyathea mapahuwensis är en ormbunkeart som beskrevs av Masahiro Kato. Cyathea mapahuwensis ingår i släktet Cyathea och familjen Cyatheaceae. Inga underarter finns listade.